# Provincia de Makira-Ulawa
La provincia de Makira-Ulawa (antiguamente San Cristóbal) es una de las nueve provincias de las Islas Salomón. La conforma principalmente la isla del mismo nombre, situada al este de Guadalcanal. La mayor ciudad y capital es Kirakira, al norte de Makira.

## Islas
- Ali'ite
- Makira (San Cristóbal)
- Malaulalo
- Malaupaina
- Owaraha (Santa Ana)
- Owariki (Santa Catalina)
- Pio
- Ugi
- Ulawa

- Datos: Q1116700
- Multimedia: Makira / Q1116700